# Баргарх (округ)
Баргарх (ория ବରଗଡ଼ ଜିଲା; англ. Bargarh) или Барагарх — округ в индийском штате Орисса. Образован в 1993 году из части территории округа Самбалпур. Административный центр — город Баргарх. Площадь округа — 5837 км². По данным всеиндийской переписи 2001 года население округа составляло 1 346 336 человек. Уровень грамотности взрослого населения составлял 64 %, что немного выше среднеиндийского уровня (59,5 %). Доля городского населения составляла 7,7 %.